# Berlin-Alt-Hohenschönhausen
Alt-Hohenschönhausen [ˌaltˈhoːənˌʃøːnˈhaʊzən]  (« Vieux Hohenschönhausen ») est un quartier de l'Est de Berlin, faisant partie de l'arrondissement de Lichtenberg. Avant la réforme de l'administration de 2001, il constituait l'ancien district de Hohenschönhausen intégrant également les actuels quartiers de Falkenberg, Wartenberg et Malchow. Jusqu'en 2002, son nom officiel était simplement Hohenschönhausen, et prit sa dénomination actuelle pour se différencier de Neu-Hohenschönhausen, nouveau quartier ressorti d'un grand lotissement des années 1980. 

## Géographie

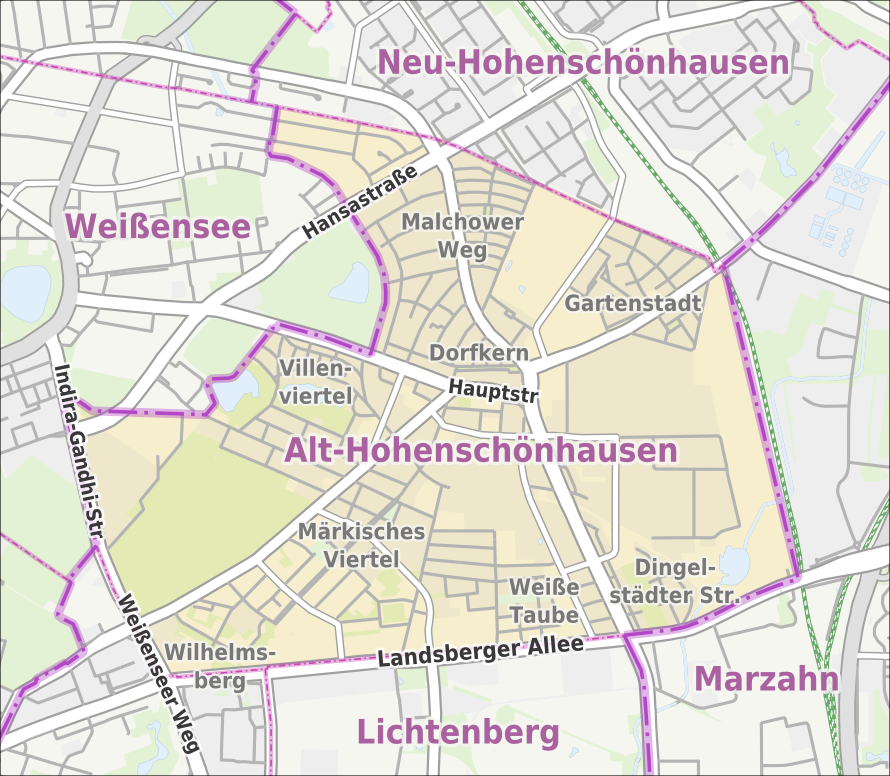
Carte d'Alt-Hohenschönhausen et des quartiers limitrophes.

Le quartier est situé sur le plateau de Barnim dans la moitié nord de l'arrondissement. Il confine à l'arrondissement de Pankow à l'ouest et à l'arrondissement de Marzahn-Hellersdorf à l'est. Au Sud, Alt-Hohenschönhausen confine aux quartiers de Lichtenberg et de Fennpfuhl ; au Nord, il s'étend jusqu'au quartier de Neu-Hohenschönhausen. Le territoire comprend le lac d'Oranke, une étendue d'eau fermée appartenant à une chaîne de lacs glaciaires qui s'étend des hauteurs du plateau. 
La ligne de la grande ceinture de Berlin constitue la limite orientale du quartier.

## Histoire
Au haut Moyen Âge, une population slave (« Wendes ») habite la région qui a été intégrée à la marche de Brandebourg fondée en 1157. L'ancien village-rue a été créé vers l'an 1230 au cours de la colonisation germanique. Le lieu d’alta schonehusen fut mentionné pour la première fois dans un acte de l'an 1352. Nommé probablement d'après Schönhausen dans l'Altmark, l'ajout Hohen- (« Haut ») sert à différencier le village de Niederschönhausen plus à l'Ouest. 

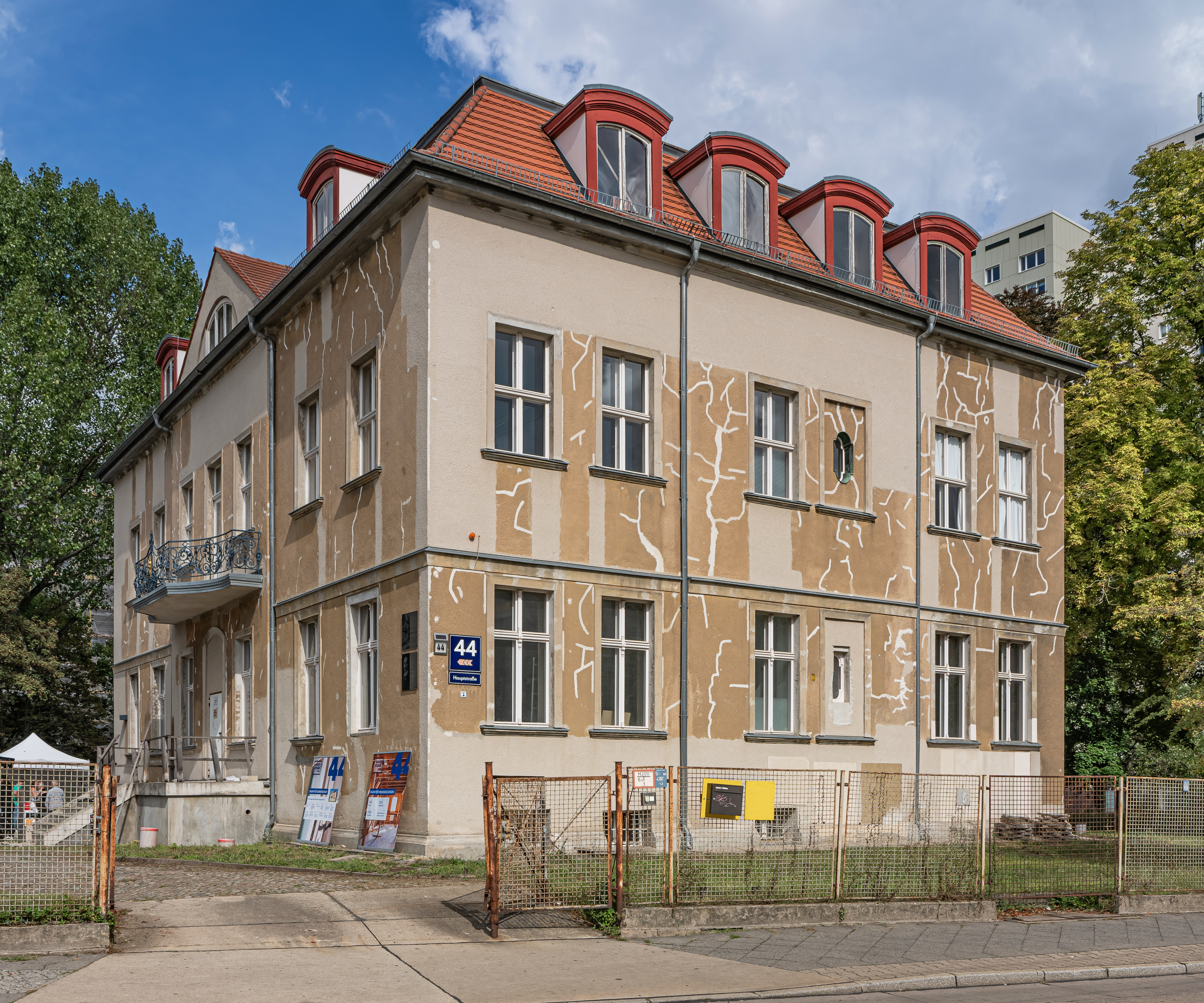
Le château de Hohenschönhausen.

En 1920, la commune de Hohenschönhausen fut rattachée à Grand Berlin et rattachée au district de Weißensee. Après la conquête par l'Armée rouge et la fin de la Seconde Guerre mondiale en mai 1945, le quartier faisait partie de la zone d'occupation soviétique en Allemagne. Pendant la séparation de la ville, ce district faisait alors partie de Berlin-Est. Le NKVD y installa un centre de détention qui en 1951 a été repris par le ministère de la Sécurité d’État de la République démocratique allemande (RDA). À partir de 1956, le Sportforum Hohenschönhausen, un grand complexe sportif multi-fonction, fut construit, la patrie du BFC Dynamo et du club omnisports SC Dynamo Berlin. Dans les années 1970 et 1980, des grands ensembles d'immeubles d'habitation (Plattenbauten) ont été réalisés autour du vieux village.
En 2001 le district de Hohenschönhausen, créé en 1985, fusionna avec le district de Lichtenberg pour former l'arrondissement de Lichtenberg actuel.

## Population
Le quartier comptait 46 994 habitants le 1er janvier 2017 selon le registre des déclarations domiciliaires.

## Transports

### Gares de S-Bahn
Grande ceinture : 
  Gehrenseestraße

## Personnalités
- Artur Becker (1905–1938), homme politique communiste et combattant de la guerre civile espagnole, vécut à Hohenschönhausen ;
- Hermann Prey (1929–1998), chanteur d'opéra, né à Hohenschönhausen ;
- Inka Bause (née en 1968), chanteuse de schlager et une présentatrice, vit à Hohenschönhausen ;
- Sven Felski (né en 1974), joueur de hockey sur glace ;
- Karoline Herfurth (née en 1984), actrice, réalisatrice et scénariste, grandit à Hohenschönhausen.